# Philesiaceae

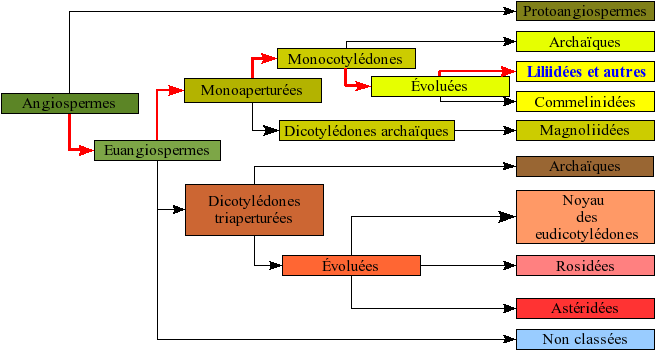
Classificação Filogenética (APG).

Philesiaceae é uma família de plantas da ordem Liliales que inclui duas espécies distribuídas em dois gêneros. Na classificação clássica, pertenciam à família das Smilacaceae.

## Gêneros
Lapageria; Philesia.